# Miroslav Hajdučík
Miroslav Hajdučík es un deportista checoslovaco que compitió en piragüismo en la modalidad de eslalon. Ganó cinco medallas en el Campeonato Mundial de Piragüismo en Eslalon entre los años 1983 y 1989.

## Palmarés internacional
| Campeonato Mundial | Campeonato Mundial            | Campeonato Mundial | Campeonato Mundial |
| Año                | Lugar                         | Medalla            | Competición        |
| ------------------ | ----------------------------- | ------------------ | ------------------ |
| 1983               | Merano (Italia)               | Medalla de oro     | C2 por equipos     |
| 1985               | Augsburgo (RFA)               | Medalla de oro     | C2 por equipos     |
| 1987               | Bourg-Saint-Maurice (Francia) | Medalla de plata   | C2 por equipos     |
| 1987               | Bourg-Saint-Maurice (Francia) | Medalla de bronce  | C2 individual      |
| 1989               | Río Savage (Estados Unidos)   | Medalla de plata   | C2 por equipos     |